# Durbach
Durbach är en kommun och ort i Ortenaukreis i regionen Südlicher Oberrhein i Regierungsbezirk Freiburg i förbundslandet Baden-Württemberg i Tyskland.
Kommunen ingår i kommunalförbundet Offenburg tillsammans med staden Offenburg och kommunerna Hohberg, Ortenberg och Schutterwald.